# Cartutx (maquinari)
|  | Per a altres significats, vegeu «cartutx». |

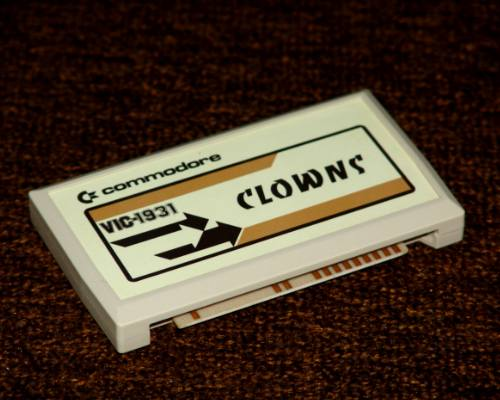
Cartutx utilitzat per poder jugar a la Commodore VIC-20.

En diversos tipus d'equips electrònics, un cartutx es pot referir com a mètode per inserir quelcom, en el qual, té de fita, fer funcionar el seu contingut.
Un cartutx pot ser una forma d'executar diversos programes en un computador. Aquest sistema es va popularitzar amb els primers computadors domèstics, com el Commodore 64, on s'incloïa un port especial per a la connexió de cartutxos amb programes en una memòria ROM. L'avantatge dels cartutxos sobre altres mitjans és la disponibilitat instantània, sense temps de càrrega, i la seva major resistència als danys. Des dels primers anys 80 fins als últims 90, totes les consoles de videojocs funcionaven amb cartutxos. Quan la tecnologia en CD va començar a ser usada com emmagatzemament de dades, la majoria de les companyies van deixar d'usar els cartutxos i van passar als CD, ja que aquests últims eren molt més barats i tenien una capacitat major. Nintendo va resistir en solitari, i no va crear un sistema basat en discs òptics fins a diversos anys després, en el seu lloc va optar per fabricar la seva consola de "pròxima generació" basada en cartutxos, la Nintendo 64. Aquesta actuació va ser qüestionada per molts empleats, que sostenien que els jocs en cartutx no podrien arribar a ser tan grans o complexos com els jocs en CD de les consoles de la competència com la Sony PlayStation.

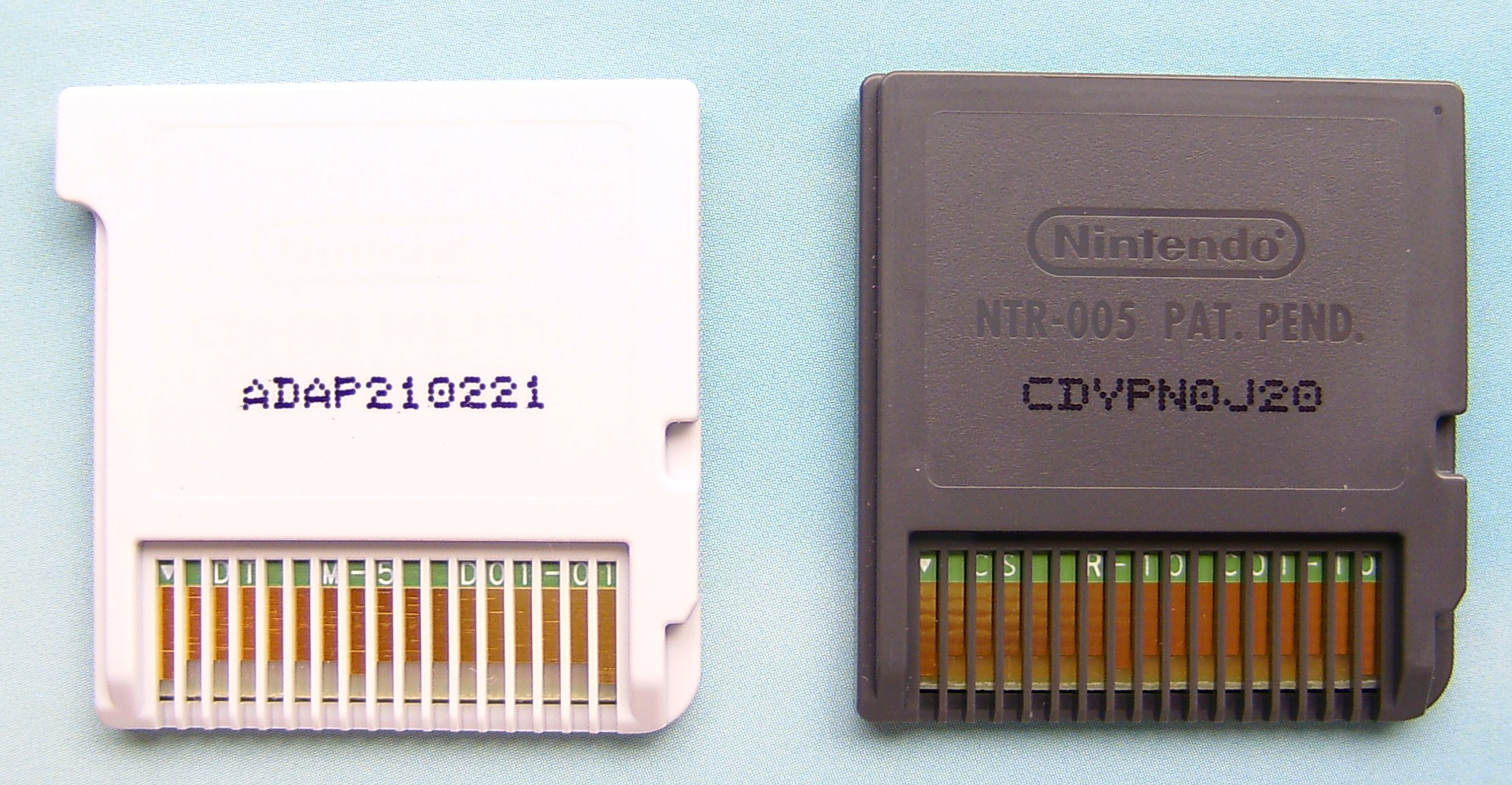
Comparació amb un cartutx de 3DS (esquerra) i un de DS (dreta).

Les conseqüències econòmiques que va sofrir la companyia a conseqüència de la seva gosadia van marcar la fi de les consoles de cartutxos; de fet, el següent llançament de Nintendo, la GameCube, va presentar un format basat en DVD. No obstant això, les consoles de butxaca, entre les quals Nintendo gaudeix pràcticament d'un monopoli, van continuar utilitzant cartutxos fins al llançament de la Nintendo DS (que usa un format especial de memory card) i la PlayStation Portable (que usa el format Universal Media Disc). La consola híbrida Nintendo Switch també utilitza cartutxos per emmagatzemar els seus videojocs.